# Exocentrus paraflavescens
Exocentrus paraflavescens är en skalbaggsart som beskrevs av Stefan von Breuning 1971. Exocentrus paraflavescens ingår i släktet Exocentrus och familjen långhorningar.
Artens utbredningsområde är Madagaskar. Inga underarter finns listade i Catalogue of Life.